# Vodojem Malvazinky
Vodojem Malvazinky v Praze na Smíchově je vodojem s čerpací stanicí, který stojí na rohu ulic U Smíchovského hřbitova a Přímá, severně od Hřbitova Malvazinky.

## Historie
Vodojem byl postaven v letech 1903–1904 spolu s vodojemem na Václavce jako součást Smíchovské vodárny. Ta po modernizaci dodávala do smíchovských vodojemů až 12 000 m³ vody.
Vodojem s čerpací stanicí zásobuje pitnou vodou oblast Smíchova. V letech 2010–2011 prošel rekonstrukcí; téhož roku získala Pražská vodohospodářská společnost a.s. za jeho rekonstrukci cenu „Vodohospodářská stavba roku“.